# Songs for Drella
Songs for Drella es un álbum conceptual de Lou Reed y John Cale, exmiembros de The Velvet Underground, editado en 1990.
El 9 de enero de 1989 Reed y Cale tocaron una selección de Songs for Drella en la iglesia de St. Anne en Brooklyn. Las primeras versiones completas del trabajo se tocaron entre el 29 y el 30 de noviembre, y el 2 y el 3 de diciembre en el Next Wave Festival en la academia de música de Brooklyn. En la última fecha tocaron junto a Maureen Tucker "Pale Blue Eyes" como encore.
Este fue lanzado en 1990 por Sire Records. Un show en vivo en Brooklyn, dirigido por Ed Lachman, fue filmado y lanzado en VHS y laserdisc.
El álbum es la primera colaboración del dúo desde 1972, y es dedicado a la memoria de Andy Warhol, su mentor, quien murió inesperadamente en 1987. Drella (pronunciado como "DRE-la") fue un apodo creado por la superestrella Warhol Ondine para Warhol, una contracción de Drácula y Cenicienta (en inglés "Cinderella"), usado por los conocidos de Warhol.
Songs for Drella ofrece una especie de vie romancée de Warhol, enfocándose en sus relaciones interpersonales. Las canciones cen en tres categorías: la perspectiva en primera persona de Warhol (semi ficticio, esta categoría compone la inmensa mayoría del álbum), ciclos narrativos en tercera persona sobre eventos y affairs, y los sentimientos y comentarios de Warhol en primera persona de Reed y Cale.
Reed y Cale tocaron las canciones en vivo en 1989 como un ciclo de canciones antes de llevarlas a cinta. Al final de la grabación Cale decidió no volver a trabajar con Reed de nuevo debido a diferencias personales; sin embargo, Songs for Drella fue el primer paso para una reunión de Velvet Underground en 1993.
Aunque el álbum fue concebido como un ente indivisible, un sencillo fue lanzado, "Nobody But You". Las canciones están hasta cierto punto en un orden cronológico.

## Lista de temas
Todas las canciones escritas por Lou Reed y John Cale. Todas las voces por Reed excepto en las canciones marcadas con x por Cale.
1. "Small Town"- 2:04
2. "Open House"- 4:18
3. "Style It Takes" - 2:54 x
4. "Work"- 2:38
5. "Trouble with Classicists"- 3:42 x
6. "Starlight"- 3:28
7. "Faces and Names" - 4:12 x
8. "Images"- 3:31
9. "Slip Away (A Warning)" - 3:05
10. "It Wasn't Me" - 3:30
11. "I Believe"- 3:18
12. "Nobody But You" - 3:46
13. "A Dream"- 6:33 x
14. "Forever Changed" - 4:52 x
15. "Hello It's Me" - 3:13

## Banda
- Lou Reed – voz, guitarra
- John Cale – voz, teclado, viola

- Datos: Q366970